# Muralla de Llanes
La muralla de Llanes es una muralla de construcción medieval, situada en la localidad asturiana de Llanes, España.

## Historia
Iniciada su construcción en el siglo XIII por el pueblo, bajo supervisión de Pere Daoz tras la concesión a la villa de Llanes del Fuero, la muralla contaba con 840 metros de forma cuadrada que contenía un espacio interior de siete hectáreas y una anchura de muro de metro y medio.
La muralla fue reconstruida en diferentes ocasiones así en el siglo XVI tras el cerco del conde de Luna acontecido en los años 1466 y 1471. En 1490 y 1509 sufrió sendos incendios que la dañaron. En el siglo XIX sufrió daños tras la guerra de la independencia española y la primera guerra Carlista.

## Descripción
La muralla contaba con cuatro puertas de entrada:
- Puerta de San Nicolás: Hoy desaparecida, estaba situada en la plaza de Santa Ana. Era la puerta el gremio de mareantes.
- Puerta de la Villa: Denominada así por ser la puerta de entrada principal de la villa.
- Puerta de los Remedios o del Llegar: Hoy desaparecida, estaba situada en la actual calle Manuel Cue.
- Puerta del Castillo: Hoy desaparecida.